# Will Weaver
Will Weaver (* 1984 in Austin) ist ein US-amerikanischer Basketballtrainer.

## Werdegang
Weaver studierte an der University of Texas das Fach Philosophie und war gleichzeitig in seiner Heimatstadt Austin als Co-Trainer der Basketballmannschaft der St. Andrew’s Episcopal School tätig. 2005 gehörte er an derselben Schule dem Lehrkörper an und studierte dann an der University of Texas Bewegungswissenschaft. Ferner gehörte er an derselben Hochschule ab 2006 dem Trainerstab an. Ab 2010 war er an der Sam Houston State University als Assistenztrainer tätig.
Bei den Philadelphia 76ers (NBA) war Weaver erstmals im Berufsbasketball beschäftigt, auch dort als Assistenztrainer. Nach einer weiteren solchen Stelle bei den Brooklyn Nets wurde er 2018 Cheftrainer der Long Island Nets in der NBA G-League. In der US-Liga wurde er als bester Trainer der Saison 2018/19 ausgezeichnet, nachdem er die Mannschaft zu 34 Siegen und 16 Niederlagen sowie zum Meistertitel in der Atlantic Division der NBA G-League geführt hatte. Die Long Island Nets erreichten unter Weavers Leitung die Endspielserie, die man gegen die Rio Grande Valley Vipers verlor.
Anschließend ging er ins Ausland und trat das Traineramt in der NBL bei den Sydney Kings in Australien an. Die Mannschaft erreichte in der Saison 2019/20 mit Weaver die Endspielserie, die im März 2020 wegen der COVID-19-Pandemie abgebrochen wurde. Es folgte die Rückkehr in die NBA zu den Houston Rockets. Dort war er wieder als Assistenztrainer tätig.
In der Sommerpause 2022 trat Weaver das Cheftraineramt beim französischen Erstligisten Paris Basketball an. Nach dem Ende der Saison 2022/23 gab er bekannt, das Angebot einer Vertragsverlängerung nicht angenommen zu haben, sondern Paris verlassen zu wollen. Weaver kehrte in sein Heimatland zurück und wurde wieder Assistenztrainer bei der NBA-Mannschaft Brooklyn Nets. Am Ende der Saison 2023/24 endete seine dortige Amtszeit.
Im August 2025 wurde Weaver von den Charlotte Hornets als Berater von Cheftrainer Charles Lee eingestellt.

### Nationalmannschaft
2014 stieß Weaver als Assistenztrainer zum Stab der australischen Nationalmannschaft. Er wirkte an der Betreuung der Mannschaft bei mehreren Turnieren mit, darunter die Olympischen Sommerspiele 2016. Im Februar 2020 wurde er übergangsweise Cheftrainer der australischen Auswahl.